# 17673 Houkidaisen
17673 Houkidaisen este un asteroid din centura principală de asteroizi.

## Descriere
17673 Houkidaisen este un asteroid din centura principală de asteroizi. A fost descoperit pe 15 decembrie 1996 la Saji de Observatorul din Saji. Asteroidul prezintă o orbită caracterizată de o semiaxă mare de 3,11 ua, o excentricitate de 0,15 și o înclinație de 6,3° în raport cu ecliptica.